# Zbigniew al Poloniei
Zbigniew (1073 - 8 iulie 1113) a fost Duce al Poloniei (în Polonia Mare, Kuyavia și Masovia) din 1102 până în 1107.

## Primii ani
Zbigniew a fost născut în jurul anului 1070 și a fost primul copil a lui Vladislav I Herman conceput cu soția sa, Przecława, un membru al clanului Prawdzic. Locul său de naștere din Polonia este necunoscut și sunt îndoieli în ceea ce privește natura relației dintre părinții lui Zbigniew. Este posibil ca Przecława să fi fost amanta prințului Vladislav sau cei doi să se fi căsătorit într-o ceremonie păgână, prin urmare acesta nu era recunoscută. În ciuda originii sale nelegitime, Zbigniew a crescut la curtea tatălui său și în lipsa altor copii, era recunoscut ca moștenitor al tatălui său. În 1079, după ce fratele său mai mare, Boleslav al II-lea a fost demis, Vladislav a devenit conducătorul Poloniei. În 1080, Vladislav s-a căsătorit cu prințesa Judith, fiica ducelui Vratislau al II-lea al Boemiei. Przecława a fost alingată și a murit în jurul anului 1092.

## Impedimentele succesiunii
În 1085, Vladislav I l-a chemat din exil din Ungaria pe Mieszko Bolesławowic (singurul fiu detronat a lui Boleslav al II-lea). În schimbul succesiunii promise și a stăpânirii peste districtul Cracoviei, Mieszko a acceptat guvernarea unchiului său și a renunțat la moștenirea lui. Deși fiind popular cu aristocrația poloneză, Mieszko a fost probabil otrăvit și a murit în 1089.
În 1086, Judith a dat naștere unui fiu, Boleslav al III-lea Gură Strâmbă. Deși Zbigniew era prea tânăr pentru a guverna, a fost trimis ca preot al Cracoviei, o poziție aranjată de Judith pentru a-l ține departe pe Zbigniew din linia de succesiune. Văduva ducesă Maria Dobroniega, bunica paterna a lui Zbigniew, l-a ghidat printre studiile sale ecleziastice. 
După moartea lui Judith de Boemia în 1089, Vladislav s-a căsătorit cu Judith de Suabia, denumită ulterior Sofia. Ea a fost sora lui Henrci al IV-lea, Împărat Roman și văduva fostului rege Solomon al Ungariei. Relația lui Zbigniew cu Sofia era rece. Zbigniew a fost trimis la Catedrala Quedlinburg în Saxonia, unde sora Sofiei, Adelaide era stareță acolo. În cazul în care Zbigniew devenea călugăr, ar fi fost neeligibil pentru succesiune. Deși Vladislav i-a asigurat succesiunea lui Boleslav al III-lea, propria sa pozitie era amenințată de către cei care îl recunoșteau ca succesor pe Zbigniew.

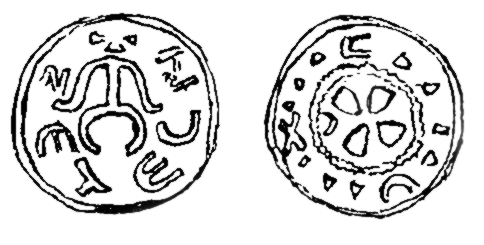
Moneda lui Sieciech.

În ciuda faptului că era guvernatorul Poloniei, Vladislav a căzut în datorii față de susținătorul săi, contele Palatin Sieciech. Siecieh era, de asemenea, gardianul lui Boleslav al III-lea care era încă minor și care avea ambiția de a conduce. Sofia i-a susținut ambiția. În 1090, Seciech împreună cu forțele sale, a preluat controlul regiunii Gdańsk din Pomerania. Vladislav a prevenit unele acțiuni prin fortificarea orașelor majore și prin arderea altora. Câteva luni mai târziu, o rebeliune din Gdańsk a restaurat independența. În toamna anului 1091, forțele din Polonia și Boemia au condus o invazie comună dar fără succes căci Pomerania a culminat în Bătălia de pe râul Wda.
La sfârșitul secolului al XI-lea, linia Rostislavich din Rusia, nu a recunoscut suveranitatea poloneză. Vasilko de Terebovlia care s-a aliat cu cumanii, au invadat Polonia. Sieciech a fost instalat ca domnitor al Poloniei. A demonstrat asta prin baterea propriei sale monede și și-a consolidat poziția prin numirea susținătorilor săi în sistemul judiciar. Sieciech a fost cel care a provocat o emigrare în masă, din teritoriile poloneze în Boemia.

## Prima întoarcere în Polonia
În 1093, un grup de magnați din Silezia l-au eliberat pe Zbigniew și l-au ajutat să se întoarcă în Polonia. Inițial, Zbigniew era protejat de Magnus, castelan de Wrocław. Nobilimea din Ungaria l-au sprijinit, de asemenea, prin reținerea lui Sieciech și Boleslav al III-lea. Vladislav I a emis un act de legitimizare prin care îl recunoștea pe Zbigniew ca fiind fiul său și membru al dinastiei Piast, cât și moștenitor al tronului.
În 1096, Sieciech și Boleslav al III-lea au scăpat de Ungaria și au lansat o expediție împotriva lui Zbigniew (acesta a fost învins în Bătălia de la Goplo). Zbigniew a fost capturat și închis până la intervenția bisericii care i-a asigurat eliberarea pe 1 mai 1097, la sfințirea Catedralei reconstruite din Gniezno. În același timp, actul de legitimitate a fost restabilit.
După ce au aflat de trădarea lui Sieciech și Sofia, Zbigniew și fratele său vitreg Boleslav al III-lea au devenit aliați. În 1098, ambii prinți l-au forțat pe Vladislav să le predea provincii separate. Vladislav a acceptat și a făcut o diviziune oficială a terenurilor sale. Zbigniew a primit Polonia Mare (inclusiv Gniezno), Kuyavia, Łęczyca și Sieradz, Boleslav al III-lea a primit Polonia Mică, Silezia și Lubusz. Vladislav a păstrat Masovia și capitala, Plock precum și marile orașe, inclusiv Wrocław, Cracovia și Sandomierz.
Fragmentarea Poloniei amenința poziția lui Sieciech, care începuse să se pregătească pentru război. Ciudat este faptul că Vladislav a ales să-l susțină pe Sieciech, mai degrabă decât pe fii săi. Odată cu amenințarea de război, Zbigniew și Boleslav și-au reînnoit alianța. Această alianță a fost oficializată de către magnatul Skarbmir în Wrocław. În 1099, forțele opuse s-au întâlnit în lupta la râul Pilica lângă Żarnowiec. Zbigniew și Boleslav au predominat.
Sieciech, încă susținut de Vladislav, s-a ascuns în Sieciechów. Câteva luni mai târziu, Zbigniew și Boleslav au atacat. În campania determinată să-l încercuiască pe Sieciech și pe Vladislav, Zbigniew a mărșăluit împotriva Masoviei, unde a preluat controlul regiunii Plock, în timp ce Boleslav s-a îndreptat spre sud. Vladislav a contracarat pentru revenirea sa la Masovia. Bătălia definitivă între cele două forțe a avut loc în apropiere de Plock, unde Vladislav a fost învins. Sieciech a fost exilat în Germania în 1100, însă este posibil să se fi reîntors în Polonia.

## Lupta pentru supremație (1102–1106)
După moartea lui Vladislav pe 4 iunie 1102, diviziunea țării dintre Zbigniew și Boleslav al III-lea a fost menținută. Din terenurile lui Vladislav, Zbigniew a primit Masovia și Boleslav a primit Sandomierz. Cu toate acestea, disputele celor doi au început asupra Provinciei Seniorate.
Provinciile lui Zbigniew și a lui Boleslav funcționau ca state separate, cu propriile lor politici interne și externe care duceau la discordie între cei doi conducători. De exemplu, Zbigniew a obiectat la incursiunile militare ale lui Boleslav în Pomerania. Zbigniew și-a aliat provinciile sale cu Boemia și nu-și dorea nici un conflict cu Pomerania, în timp ce Boleslav și-a aliat provinciile cu Ungaria și Rusia Kieveană.
Căsătoria lui Boleslav cu Zbysława, fiica lui Sviatopolk al II-lea de la Kiev, a sigilat alianța lui Boleslav cu Rusia Kieveană. Amenințat de această alianță consolidată, Zbigniew i-a cerut lui Borivoj al II-lea al Boemiei să invadeze terenurile lui Boleslav. Boleslav a reacționat prin devastarea și jefuirea regiunilor de frontieră. Incursiunile au distrus relația pașnică a lui Zbigniew cu Pomerania. În 1105, Zbigniew și Boleslav au ajuns la un compromis reciproc în materie de politică externă. Cu toate acestea, în ceea ce privește Pomerania, acordul a eșuat.
În 1106, cu ajutorul aliaților din Rusia și Ungaria, Boleslav a atacat terenurile lui Zbigniew. Aceștia au preluat fără dificultate regiunile Kalisz, Gniezno, Spycimierz și Leczyca. De asemenea, Boleslav l-a capturat pe Martin I, un aliat al lui Zbigniew. În Łęczyca, prin intermediul episcopului de Cracovia, Baldwin, Zbigniew capitulat. Boleslav a devenit Mare Duce peste toată Polonia și a câștigat de la Zbigniew regiunile Poloniei Mari, Kuyavia, Łęczyca și Sieradz. Zbigniew păstrat Masovia ca feudă.
Zbigniew a rezistat la ascensiunea lui Boleslav prin refuzul de a arde cetatea din Cracovia în Puławy și prin faptul că nu putea oferi sprijin militar pentru campania lui Boleslav împotriva Pomeraniei, în iarna anului 1107 - 1108. Ca răspuns, Boleslav și aliații săi au atacat Masovia și l-au forțat pe Zbigniew în exil. Inițial, Zbigniew s-a refugiat în Pomerania și Boemia iar mai târziu a mers la curtea regelui Germaniei, Henric al V-lea.

## A doua întoarcere în Polonia

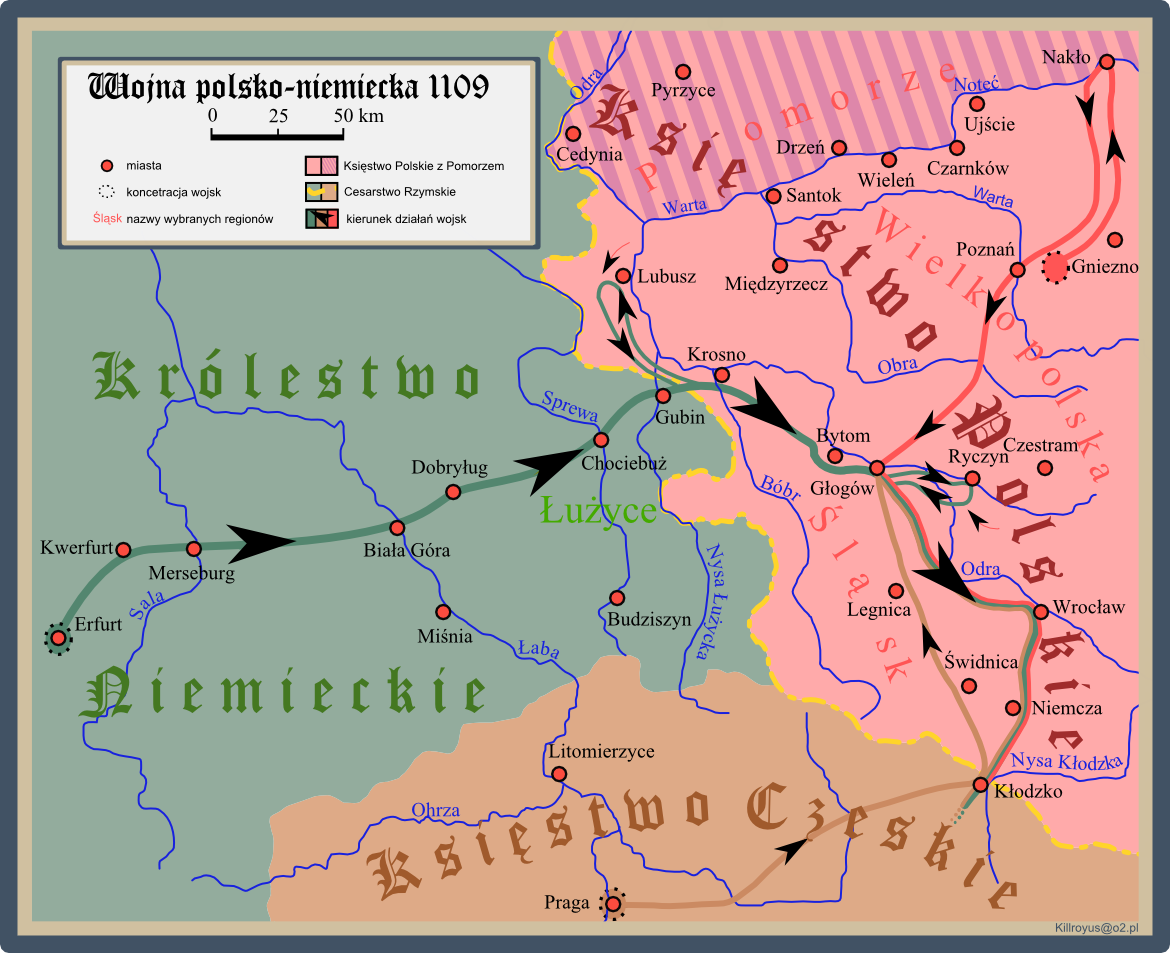
Razboiul polono-german din 1109.

În 1108, Boleslav a atacat Boemia provocând un atac care a eșuat, a forțelor germano-boemiene împotriva Ungariei. În 1109, Germania și Boemia s-au răzbunat și au început războiul polono-german. Hernic al V-lea i-a trimis un ultimatum lui Boleslav, prin care acesta putea înceta acțiunea militară dacă Boleslav îi returna jumătate din Polonia lui Zbigniew, recunoștea suveranitatea Sfântului Imperiu Roman, plătea un tribut anual de 300 de bucați de argint și furniza 300 de cavaleri. În schimb, ostilitățile au început în Silezia. Apărarea lui Boleslav a castelelor a culminat în Bătălia de la Głogów pe 14 august 1109. La 24 august 1109, în urma Bătăliei de la Hundseld, Henric al V-lea s-a retras. Participarea sătenilor în apărarea castelelor lui Boleslav sugerează începuturile naționalismului polonez.
Zbigniew, care scăpase din Boemia, a efectuat un război de gherilă în Silezia, prin organizarea de jafuri armate. În 1110, Boleslav a atacat Boemia dar în ciuda pierderilor grele, conducătorul Boemiei a prevalat.
În 1111 a fost făcut un armistițiu între Ducele Vladislav I de Boemia și Boleslav. Zbigniew s-a întors în Polonia și i s-a alocat o regiune, probabil Sieradz. În conformitatea cu Gallus Anonymus, aroganța lui Zbigniew l-a enervat pe Boleslav, acesta aranjându-i o pedeapsă: La trei zile după ce fratele său, Zbigniew, făcuse jurământul de fidelitate, acesta a fost înșelat și orbit
Boleslav a fost excomunicat de către arhiepiscopul de Gniezno, Martin I, care a rămas un susținător puternic pentru Zbigniew. Cu toate acestea, în conformitate cu Gallus Anonymus, Boleslav a fost iertat de Zbigniew.
Nu se știu foarte multe detalii despre moartea lui Zbigniew. Istoricii se referă la un necrolog din 8 iulie 1113, găsit la mănăstirea benedictină din Lubin, despre un anume Frate Zbigniew, un căulgăr de la Mănăstirea Tyniec.

## Biografie
- Gieysztor, Aleksander (1979). History of Poland. Warsaw: PWN—Polish Scientific Publishers. ISBN 83-01-00392-8.
- "Zbigniew". Internetowa encyklopedia PWN (in Polish). Wydawnictwo Naukowe PWN. Retrieved 2008-01-17.
- "Zbigniew". WIEM Encyklopedia (in Polish). Retrieved 2008-01-17.